# Dicranomyia jacobus
Dicranomyia jacobus là một loài ruồi trong họ Limoniidae. Chúng phân bố ở miền Australasia.